# AAMI Classic 2014 - Singolare
Lleyton Hewitt era il detentore del titolo ma non ha partecipato a questa edizione del torneo.
Kei Nishikori ha sconfitto in finale Tomáš Berdych per 6-4, 7-5.

## Teste di serie
1. Tomáš Berdych (finale, secondo posto)
2. Stan Wawrinka (primo turno, ritirato)
3. Richard Gasquet (finale, ritirato)
4. Kei Nishikori (sostituisce Gasquet, campione)
5. Gilles Simon (semifinale, ritirato)
6. Grigor Dimitrov (primo turno dei Play-off, ritirato)

1. Fernando Verdasco (primo turno, quinto posto)
2. Jordan Thompson (primo turno, settimo posto)
3. Michail Južnyj (ha sostituito Wawrinka, primo turno dei Play-off)
4. Nick Kyrgios (ha sostituito Youzhny, sesto posto)
5. Juan Mónaco (ha sostituito Dimitrov, ottavo posto)
6. Benjamin Mitchell (ha sostituito Gasquet, quarto posto)
7. Luke Saville (ha sostituito Simon, terzo posto)

## Tabellone

### Legenda
| - Q = Qualificato - WC = Wild card - LL = Lucky loser | - ALT = Alternate - SE = Special Exempt - PR = Protected Ranking | - w/o = Walkover - r = Ritirato - d = Squalificato |

|  | Quarti di finale | Quarti di finale  | Quarti di finale  | Quarti di finale | Quarti di finale |  |  | Semifinali      | Semifinali      | Semifinali      | Semifinali    | Semifinali    |   |   | Finale            | Finale            | Finale            | Finale          | Finale          |  |
|  |                  |                   |                   |                  |                  |  |  |                 |                 |                 |               |               |   |   |                   |                   |                   |                 |                 |  |
|  | 1                | Tomáš Berdych     | Tomáš Berdych     | 7                | 6                |  |  |                 |                 |                 |               |               |   |   |                   |                   |                   |                 |                 |  |
|  | 7                | Fernando Verdasco | Fernando Verdasco | 5                | 2                |  |  | Tomáš Berdych   | Tomáš Berdych   | Tomáš Berdych   | 6             | 6             |   |   |                   |                   |                   |                 |                 |  |
|  | 6                | Grigor Dimitrov   | Grigor Dimitrov   | 65               | 4                |  |  | Kei Nishikori   | Kei Nishikori   | Kei Nishikori   | 4             | 1             |   |   |                   |                   |                   |                 |                 |  |
|  | 4                | Kei Nishikori     | Kei Nishikori     | 7                | 6                |  |  |                 |                 |                 |               |               |   |   | Tomáš Berdych     | Tomáš Berdych     | Tomáš Berdych     | 4               | 5               |  |
|  | 3                | Richard Gasquet   | 7                 | 3                | 7                |  |  |                 |                 | Kei Nishikori   | Kei Nishikori | Kei Nishikori | 6 | 7 |                   |                   |                   |                 |                 |  |
|  | 8                | Jordan Thompson   | 5                 | 6                | 64               |  |  | Richard Gasquet | Richard Gasquet | Richard Gasquet | 7             | 1             |   |   |                   |                   |                   |                 |                 |  |
|  | 5                | Gilles Simon      | 4                 | 7                | 6                |  |  | Gilles Simon    | Gilles Simon    | Gilles Simon    | 64            | 0r            |   |   |                   |                   |                   |                 |                 |  |
|  | 2                | Stan Wawrinka     | 6                 | 5                | 3                |  |  |                 |                 |                 |               |               |   |   | Finale 3º posto   | Finale 3º posto   | Finale 3º posto   | Finale 3º posto | Finale 3º posto |  |
|  |                  |                   |                   |                  |                  |  |  |                 |                 |                 |               |               |   |   |                   |                   |                   |                 |                 |  |
|  |                  |                   |                   |                  |                  |  |  |                 |                 |                 |               |               |   |   | Benjamin Mitchell | Benjamin Mitchell | Benjamin Mitchell | 3               | 4               |  |
|  |                  |                   |                   |                  |                  |  |  |                 |                 |                 |               |               |   |   | Luke Saville      | Luke Saville      | Luke Saville      | 6               | 6               |  |

### Play-offs
|  | Semifinali 5º-8º posto | Semifinali 5º-8º posto | Semifinali 5º-8º posto | Semifinali 5º-8º posto | Semifinali 5º-8º posto |  |  | Finale 5º posto   | Finale 5º posto   | Finale 5º posto | Finale 5º posto | Finale 5º posto |  |
|  |                        |                        |                        |                        |                        |  |  |                   |                   |                 |                 |                 |  |
|  | 7                      | Fernando Verdasco      | Fernando Verdasco      | 6                      | 6                      |  |  |                   |                   |                 |                 |                 |  |
|  | 6                      | Grigor Dimitrov        | Grigor Dimitrov        | 4                      | 2                      |  |  | Fernando Verdasco | Fernando Verdasco | 6               | 6               | 7               |  |
|  | 8                      | Jordan Thompson        | Jordan Thompson        | 1                      | 5                      |  |  | Nick Kyrgios      | Nick Kyrgios      | 7               | 3               | 6               |  |
|  | 9                      | Michail Južnyj         | Michail Južnyj         | 6                      | 7                      |  |  |                   |                   |                 |                 |                 |  |
|  |                        |                        |                        |                        |                        |  |  |                   |                   |                 |                 |                 |  |
|  |                        |                        |                        |                        |                        |  |  | Finale 7º posto   |                   |                 |                 |                 |  |
|  |                        |                        |                        |                        |                        |  |  |                   |                   |                 |                 |                 |  |
|  |                        |                        |                        |                        |                        |  |  | Juan Mónaco       | Juan Mónaco       | Juan Mónaco     | 4               | 2               |  |
|  |                        |                        |                        |                        |                        |  |  | Jordan Thompson   | Jordan Thompson   | Jordan Thompson | 6               | 6               |  |